# Jan Bernard Sandifort
Jan Bernard Sandifort, auch Janus Bernardus Sandifort (* 22. Oktober 1745 in Den Haag; † 23. Februar 1827 in Leiden) war ein niederländischer Mediziner und Stadtarzt in Den Haag.

## Leben
Jan Bernard Sandifort war ein Sohn des Pfarrers Gerard Sandifort (1709–1757) und dessen Frau Geertruij Helena Snellen (1714–1790). Der Mediziner Eduard Sandifort war sein Bruder, der Mediziner Gerard Sandifort war sein Neffe. Jan Bernard Sandifort studierte an der Universität Leiden Medizin, promovierte in Leiden 1770 unter dem Rektor Adriaan van Royen mit seiner Dissertatio medica inquirens in vulgatissimum proverbium medice vivere misere vivere und wirkte danach als Stadtarzt in Den Haag. Jan Bernard Sandifort veröffentlichte in der Zeit ab 1770 Übersetzungen ins Niederländische von Schriften der italienischen Mediziner Antonio Benevoli (1685–1756) und Gaetano Tacconi (1689–1782), des schottischen Mediziners Donald Monro (1727–1802), des königlich preußischen Militärarztes Johann Leberecht Schmucker sowie des irischen Chirurgen Sylvester O’Halloran (1728–1807).
Er wurde am 27. November 1771 unter der Präsidentschaft des Mediziners Ferdinand Jakob Baier auf Vorschlag seines Bruders Eduard Sandifort mit dem akademischen Beinamen Silimachus unter der Matrikel-Nr. 764 als Mitglied in die Kaiserliche Leopoldino-Carolinische Akademie der Naturforscher aufgenommen. Jan Bernard Sandifort wurde im Jahr 1771 Mitglied der Provinciaal Utrechtsch Genootschap van Kunsten en Wetenschappen, am 20. September 1771 Mitglied der Koninklijk Zeeuwsch Genootschap der Wetenschappen und im Jahr 1786 Mitglied der Hollandsche Maatschappij der Wetenschappen.

## Schriften
- Dissertatio medica inquirens in vulgatissimum proverbium medice vivere misere vivere. Apud Joannem Hasebroek, Lugduni Batavorum 1770 (Digitalisat)
- Heelkundige waarneemingen beschreeven door Antonius Benevoli en Cajetanus Tacconi. Otto van Thol, ’s Gravenhage 1770 ([* Verhandeling over de waterzugt en derzelver onderscheide soorten. P. van der Eyk & D. Vygh, Leiden 1772 (Digitalisat) Digitalisat])
- Verhandeling over de waterzugt en derzelver onderscheide soorten door Donald Monro. P. van der Eyk & D. Vygh, Leiden 1772 (Digitalisat)
- Heelkundige waarneemingen van Johann Leberecht Schmucker. Eerste Deel. P. van der Eyk & D. Vygh, Leiden 1775 (Digitalisat)
- Heelkundige waarneemingen van Johann Leberecht Schmucker. Tweede Deel. P. van der Eyk & D. Vygh, Leiden 1776 (Digitalisat)
- Geneeskundige verhandelingen aan de Koninglyke Sweedsche Academie medegedeeld, en door dezelve van het jaar 1739 tot op deezen tyd bekend gemaakt. P. van der Eyk & D. Vygh, Leiden 1776 (Digitalisat)
- Volledige verhandeling over het heet en koud vuur, benevens de beschryving van eene nieuwe manier van afzetting der leden door Silvester O’Halloran. Hendrik Christoffel Gutteling, ’s Gravenhage 1781 (Digitalisat)

Im Biographisch woordenboek der Nederlanden des niederländischen Lexikographen Abraham Jacob van der Aa wird eine 1803 in Den Haag unter dem Autorennamen J. Bartoldi Sandifort mit dem Titel Description de l'usage de la règle à miroir, ou essai d'un nouv. instrument à remplucer l'Astrolabe erschienene Schrift dem Mediziner Jan Bernard Sandifort zugeordnet.
- J. Bartoldi Sandifort: Description de l'usage de la règle à miroir, ou essai d'un nouv. instrument à remplucer l'Astrolabe. J. van Cleef, Den Haag 1803 (Digitalisat).[2]